# La Dame du 6
Pour plus de détails, voir Fiche technique et Distribution.
La Dame du 6 (The Lady in Number 6: Music Saved My Life) est un moyen métrage documentaire réalisé par Malcolm Clarke et sorti en 2013.

## Synopsis
Le film raconte la vie d'Alice Herz-Sommer, la survivante la plus âgée de l'Holocauste au moment du tournage. Elle y témoigne de l'importance de la musique (elle est pianiste), du rire et de sa vision optimiste de la vie.

## Fiche technique
- Titre : La Dame du 6
- Titre : The Lady in Number 6: Music Saved My Life
- Réalisation : Malcolm Clarke
- Scénario : Malcolm Clarke et Carl Freed
- Musique : Luc St. Pierre
- Photographie : Kieran Crilly
- Montage : Carl Freed
- Production : Christopher Branch, Grant Chen, Malcolm Clarke et Nick Reed
- Société de production : Reed Entertainment, Media Verite, Bunbury Films et Duende Media
- Pays :  Canada,  États-Unis et  Royaume-Uni
- Genre : Documentaire
- Durée : 39 minutes
- Dates de sortie : 
  -  Canada : 31 mai 2013 (Los Angeles)

## Distinctions
Le film reçoit l'Oscar du meilleur court-métrage documentaire lors de la 86e cérémonie des Oscars en 2014. Alice Herz-Sommer est morte une semaine avant la remise des prix à l'âge de 110 ans.